# Cộng tính văn hóa

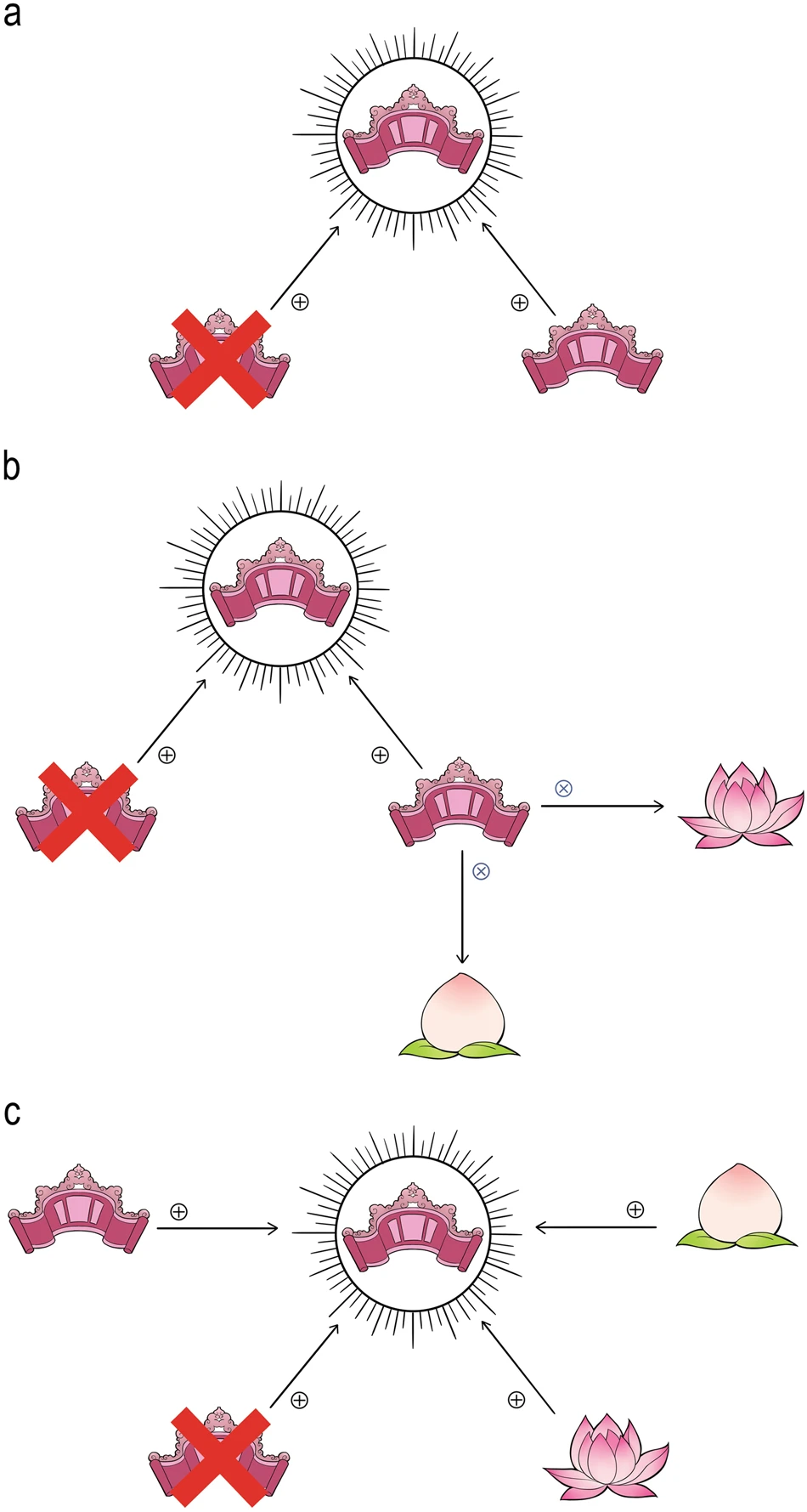
Miêu tả các mức độ công tính văn hóa giữa 3 tôn giáo: Nho giáo (cuốn thư), Phật giáo (hoa sen), và Đạo giáo (quả đào). a) không cộng tính, b) cộng tính phức tạp, c) cộng tính đơn giản.

Cộng tính văn hóa (tiếng Anh: cultural additivity) là khái niệm mô tả cộng đồng (hoặc cá nhân) thuộc một văn hóa xác định sẵn sàng chấp nhận các hệ giá trị của văn hóa khác vào hệ giá trị của cộng đồng (hoặc cá nhân) đó, bất chấp việc các giá trị mới có thể đối nghịch với hệ giá trị đang tồn tại . Tại Việt Nam, hiện tượng cộng tính văn hóa được thể hiện rõ nét qua sự tồn tại và ảnh hưởng lẫn nhau của tam giáo (hay truyền thống, trường phái tôn giáo và triết học của Nho giáo, Phật giáo, và Đạo giáo). Hiện tượng cộng tính văn hóa được xem là một đặc tính tiêu biểu của tôn giáo và triết lý tại Việt Nam 
Khái niệm cộng tính văn hóa được đề xuất bởi nhà nghiên cứu Vương Quân Hoàng, vào năm 2018, và được đội ngũ nghiên cứu Trung tâm Khoa học Xã hội Liên ngành (thuộc ĐH Phenikaa, Hà Nội), triển khai xuất bản thành công trên ấn phẩm hàn lâm Palgrave Communications của Nature Portfolio, trong năm 2018. Khái niệm này được xây dựng dựa trên cơ chế mindsponge (tiếng Anh là mindsponge mechanism) . Dựa trên cơ chế nạp xả giá trị văn hóa mindsponge, ta có thể hiểu cách mà một cộng đồng (hoặc cá nhân) tiếp thu và loại bỏ các giá trị văn hóa mà họ tiếp xúc có ảnh hưởng quyết định đối với mức độ cộng tính văn hóa của cộng đồng (hoặc cá nhân) đấy. Một cộng đồng (hoặc cá nhân) có thể xem là có cộng tính văn hóa cao nếu như cộng đồng (hoặc cá nhân) đấy chấp nhận được nhiều sự tồn tại và tương tác của nhiều giá trị văn hóa khác nhau cùng lúc. Mức độ cộng tính sẽ giảm đi nếu cộng đồng (hoặc cá nhân) đấy lựa chọn loại bỏ các giá trị văn hóa mâu thuẫn với các giá trị mà họ xem là giá trị văn hóa cốt lõi. Quá trình kiểm tra và xác thực sự tồn tại của hiện tượng cộng tính văn hóa với dữ liệu được thực hiện thông qua kỹ thuật thống kê Bayseian, Hamiltonion MCMC trên môi trường ngôn ngữ tính toán thống kê R và nền tảng Stan. (Dữ liệu của nghiên cứu này đã được chuẩn hóa thành dữ liệu của R package tiêu chuẩn, có thể sử dụng trực tiếp từ chương trình bayesvl.)

## Cộng tính trong văn hóa Việt Nam

### Kiến trúc
Ngôi nhà mang một ý nghĩa to lớn với mỗi người Việt Nam vì nó là hiện thân của những giá trị gia đình, là tài sản lớn không chỉ của một người mà của nhiều thế hệ. Khi các giá trị Tam giáo, đặc biệt là Nho giáo, ăn sâu vào đời sống gia đình Việt Nam, việc xây nhà, thiết kế không gian trong nhà của mỗi gia đình vì thế cũng không đơn thuần chỉ là câu chuyện về kiến trúc, mà còn là quan niệm, niềm tin của các thế hệ trong gia đình gửi gắm vào trong đó. Có các ngôi nhà cổ ở Hà Nội với các biểu tượng Nho giáo, Đạo giáo và Phật giáo xuất hiện cùng với kiến trúc Pháp. Thời kỳ đầu thế kỷ 20 là thời điểm Việt Nam đang chịu ảnh hưởng sự tiếp biến giữa các dòng văn hóa, giữa gốc văn hóa Tam giáo, Trung Quốc và sự ảnh hưởng của người Pháp. Vì thế, những ngôi nhà xây dựng trong thời gian này trở thành nơi giao thoa giữa các hệ giá trị khác nhau, là nơi chứa đựng ký ức thị dân thời kỳ quan trọng đó.
Các mặt tiền nhà cổ tại Việt Nam bị ảnh hưởng mạnh mẽ bởi các yếu tố của Nho giáo, Phật giáo, và Đạo giáo. Ví dụ, những biểu tượng đặc trưng như hoa sen, hoa cúc, cuốn thư, đào tiên, bánh xe luân hồi được các kiến trúc sư và/hoặc người thợ đưa vào mặt tiền của mỗi ngôi nhà một cách khéo léo, hòa hợp với họa tiết đặc trưng phương Tây (Pháp) như cột kèo, hoa chuông, v.v.. Dù không dễ dàng nhận ra, nhưng sự xuất hiện của các yếu tố đạo Phật khiến phong cách trang trí của ngôi nhà đậm tính Trung Quốc, hoặc lai giữa Pháp và Trung Quốc.

### Ẩm thực
Hiện tượng cộng tính văn hóa trong ẩm thực Việt Nam cũng rất rõ nét, ví dụ như bún riêu, bún thang, lẩu thập cẩm . 
Bún riêu: Không khó để thấy thành phần một bát bún riêu ngày càng trở nên đa dạng, kéo theo sự phức tạp của việc chuẩn bị. Nhiều bà nội trợ thông thạo cho biết, những thành phần mới đang tiếp tục được bổ sung vào bát bún riêu hiện đại chưa hề tồn tại trong bát bún riêu truyền thống.
Bún thang: Chữ “thang” ở đây được lý giải như một thang thuốc, món ăn với tính chất cân bằng và tăng cường sức khỏe. Tuy nhiên thì cách nói đó mô tả sự phức tạp của chuẩn bị và chi li của các thành phần chuẩn bị, tương tự như các nhà thuốc đông y chuẩn bị thành phần dược liệu, hơn là nói về “dược tính” của bún thang.
Lẩu thập cẩm: Trên thực tế, các nguyên liệu dùng để ăn với lẩu rất đa dạng và đủ loại, như mỳ, bún, trứng vịt lộn, ốc, ếch, nấm, v.v. Riêng về rau, ở miền núi người dân có thể cho cả lá cây tầm bóp vào nước lẩu. Lá này ngăm đắng, vị không ngon, nhưng có người thích. Nó có tính hàn (theo cụ Đỗ Tất Lợi) và nếu điều chỉnh liều lượng không thì sẽ gây đau bụng. Ở miền Nam, có nhiều người ngắt bỏ thêm lá xoài non vào ăn như rau cho lạ vị.

### Sinh hoạt cộng đồng
Các nét văn hóa đặc trưng có phản ánh quá trình/hiện tượng cộng tính văn hóa còn được biểu hiện qua các tập tục, lễ nghi và sinh hoạt cộng đồng. Một trong những sự kiện tiêu biểu là Tết truyền thống của người Việt, một quá trình giao thoa văn hóa có ý nghĩa gia tăng sức sống, hài hòa và thích ứng với biến đổi lịch sử .

## Ứng dụng
Trong bài báo trên Tạp chí Kinh tế và Dự báo tháng 3-2022, Tiến sỹ Khúc Văn Quý (ĐHQG Hà Nội) đánh giá rằng thuật ngữ "Cộng tính văn hóa" khởi sinh từ Việt Nam là điển hình của nghiên cứu có giá trị lâu bền và có khả năng lan tỏa, truyền dẫn ảnh hưởng trong cộng đồng học thuật quốc tế . Nhìn nhận các hiện tượng tâm lý xã hội dưới góc độ cộng tính văn hóa có thể giúp ích nhiều cho các nghiên cứu khoa học xã hội và nhân văn hiện nay .

### Ấn phẩm hàn lâm
Công trình nghiên cứu về hiện tượng cộng tính văn hóa của Tam Giáo ở Việt Nam là nghiên cứu đầu tiên trên thế giới về khái niệm cộng tính văn hóa, đây cũng là một trong 3 nghiên cứu khoa học xã hội và nhân văn nổi bật của Việt Nam . 
Một nghiên cứu song sinh, có liên quan mật thiết tới hệ thống Tam giáo, cũng như cộng tính văn hóa, được xuất bản năm 2020 cũng góp phần chỉ ra ảnh hưởng lan truyền văn hóa xuyên thế hệ, có nhiều khả năng tác động lên cả nhận thức, quan niệm cũng như hành vi (bạo lực, nói dối) . Trong lĩnh vực quản trị, nghiên cứu từ ĐH Khoa học và Công nghệ Thượng Hải (Shanghai University of Science and Technology) xuất bản năm 2021, cũng sử dụng trực tiếp khái niệm cộng tính văn hóa trong việc tìm kiếm ảnh hưởng hệ thức xã hội Tam giáo lên hành vi và quy tắc chia sẻ quyền lực, và tác động tới vận hành của các doanh nghiệp niêm yết tại Trung Quốc .
Bên cạnh đó, một số học giả dựa trên hiện tượng cộng tính văn hóa và hệ thống tư tưởng Tam giáo còn phát hiện ra tác động lên hành vi phản ứng đương đại của người dân lẫn chính sách, cụ thể trong bài nghiên cứu về cách ứng phó đại dịch COVID-19 tại Việt Nam của Small và Blanc, Đại học New York (New York University). Bài được xuất bản năm 2021 trên ấn phẩm Frontiers in Psychiatry, có nhan đề "Sức khỏe tinh thần trong đại dịch COVID-19: Tam giáo và phản ứng của Việt Nam" . 
Một nghiên cứu của các tác giả Đại học Nam Úc (University of South Australia), Adelaide, Úc, về những người hoạt động công tác xã hội và vấn đề tính dục thiểu số cho thấy ảnh hưởng liên quan trực tiếp của Tam giáo và cộng tính văn hóa thông qua tác động triết lý và ý thức hệ, đăng trên ấn phẩm Qualitative Social Work năm 2021 . 
Đặc biệt đáng lưu ý, trong một nghiên cứu xuất bản năm 2021, học giả kỳ cựu và có ảnh hưởng lớn của Nhật Bản trong hệ thống quản trị tri thức là Noboru Konno đã sử dụng khái niệm cộng tính văn hóa trong khi xem xét vị trí và ảnh hưởng của "vốn tri thức" trong Xã hội 5.0 tương lai .
Một phiên bản nghiên cứu tiếng Trung về khái niệm cộng tính văn hóa có thể tham khảo tại .
Cộng tính văn hóa có thể là tác nhân giúp làm giảm tính cực đoan trong tương tác các hệ giá trị khác biệt, giúp thúc đẩy xây dựng quan hệ cộng đồng hòa bình lâu dài và giảm thiểu nguy cơ bạo lực do xung đột văn hóa và tôn giáo .
Khái niệm cộng tính văn hóa được sử dụng và trích dẫn trong nhiều nghiên cứu quốc tế thuộc các lĩnh vực khác nhau . Cộng tính của triết lý Nho giáo được nghiên cứu ở những phụ nữ Việt Nam bị lạm dụng tình dục . Cộng tính của giá trị Nho giáo cũng được nghiên cứu trong giáo dục về tình yêu . Cộng tính văn hóa được xem xét trong quan hệ con người và cộng nghệ , thái độ của nhân viên y tế đối với cái chết , sự điện tử hóa kho tàng truyện dân gian , quan hệ bố mẹ - con cái tại Việt Nam , hành vi tặng quà của người Trung Quốc , ảnh hưởng tinh thần do môi trường làm việc của y tá tại Trung Quốc , bệnh nhân tâm thần Việt Nam ở nước ngoài , tâm lý khởi nghiệp , tương tác của nhân viên với cấp trên , sự nảy sinh ý định tự sát trong sinh viên đại học Trung Quốc , trầm cảm và khó khăn tâm lý của sinh viên quốc tế tại đại học Nhật , áp lực xã hội đối với sinh viên điều dưỡng Đài Loan , ảnh hưởng của chính sách giáo dục Mỹ lên hệ thống giáo dục đại học Việt Nam , nhận thức về thế giới tự nhiên của người Đông Á và Đông Nam Á , trang phục của giới tăng đoàn Phật giáo .

#### Sách chuyên khảo
Sự "hòa trộn" của tam giáo là một yếu tố quan trọng đối với triết lý về y dược trong lịch sử Việt Nam, được nói tới trong cuốn sách "History and Philosophy of Medicine" của Mishra xuất bản năm 2021 . Cộng tính của tam giáo ở Việt Nam cũng được xem xét về khía cạnh các giá trị văn hóa cổ hủ ảnh hưởng đến thành kiến về giới tính đặc biệt là đối với LGBTQ, trong chương sách "Living a queer life in Vietnam" trong cuốn "Visual and Cultural Identity Constructs of Global Youth and Young Adults: Situated, Embodied and Performed Ways of Being, Engaging and Belonging" xuất bản năm 2021 . 
Cộng tính văn hóa có thể là tác nhân giúp làm giảm tính cực đoan trong tương tác các hệ giá trị khác biệt, giúp thúc đẩy xây dựng quan hệ cộng đồng hòa bình lâu dài và giảm thiểu nguy cơ bạo lực do xung đột văn hóa và tôn giáo. Điều này được bàn luận trong cuốn sách về cơ chế mindsponge phía sau hành vi tấn công liều chết "A Mindsponge-Based Investigation into the Psycho-Religious Mechanism Behind Suicide Attacks" của các nhà nghiên cứu Việt Nam - Vương Quân Hoàng, Nguyễn Minh Hoàng, và Lê Tâm Trí, xuất bản năm 2021 .
Khái niệm cộng tính văn hóa được sử dụng trong một sách tiếng Trung về kinh tế chính trị Việt Nam. Sách mang tên "越南經濟發展的政治經濟學", tác giả là 孫國祥, xuất bản năm 2023 . Khái niệm cũng được sử dụng trong một sách tiếng Thổ Nhĩ Kỳ về lịch sử và chính trị Việt Nam tên "Dirlik Düzenlik Ve Çatışma", tác giả là Ulaş Başar Gezgin, xuất bản năm 2022 .
Cộng tính văn hóa cũng được bàn luận liên quan đến tạo dựng điều kiện môi trường thích hợp để nâng cao khả năng xảy ra hiện tượng serendipity - nhận biết thông tin giá trị cao trong môi trường đa thông tin thúc đẩy bởi cạnh tranh sinh tồn. Vấn đề được trình bày trong cuốn sách "A New Theory of Serendipity: Nature, Emergence and Mechanism", biên tập bởi nhà nghiên cứu Vương Quân Hoàng, xuất bản năm 2022 .

### Luận văn khoa học dẫn chiếu khái niệmcộng tính văn hóa
Bên cạnh các ấn phẩm hàn lâm, khái niệm cộng tính văn hóa cũng được sử dụng trong những luận văn đại học, cao học và luận án tiến sỹ tại nhiều trường đại học khắp thế giới. Một số luận văn được liệt kê ví dụ trong bảng dưới đây.
| Năm  | Tên luận văn | Tác giả              | Trường đại học                                       | Loại luận văn |
| ---- | --- | -------------------- | ---------------------------------------------------- | ------------- |
| 2019 | English language learner autonomy in the Vietnamese higher education context: enabling factors and barriers arising from assessment practice                        | Ha, Thi Ngoc Tran    | University of Adelaide                               | Tiến sĩ       |
| 2019 | Exploring emotional intelligence: a study of Vietnamese hotel workers                                                                                               | Nguyen, Quynh        | Bournemouth University                               | Tiến sĩ       |
| 2019 | Examining 50-year Time Series Data of Kitakyushu City, Japan: An Aggregate Microeconomic Approach for Environmental Kuznets Curve                                   | Nguyen, Minh Hoang   | Ritsumeikan Asia Pacific University                  | Thạc sĩ       |
| 2020 | Barriers to entrepreneurship in Ho Chi Minh city | Do, Thi Kim Phuc     | Tampere University                                   | Thạc sĩ       |
| 2020 | Doing the Math: Comparing Ontario and Singapore Mathematics Curriculum at the Primary Level                                                                         | Hoang, Dieu Trang    | Brock University                                     | Thạc sĩ       |
| 2020 | Representation of corruption in Vietnam’s contemporary mass media: Insights from online news satirical cartoons                                                     | Ho, Manh Tung        | Ritsumeikan Asia Pacific University                  | Thạc sĩ       |
| 2021 | A home away from home? An interpretative phenomenological analysis of Vietnamese students’ acculturation experiences in Aotearoa-New Zealand                        | Ho, Hau              | Victoria University of Wellington                    | Tiến sĩ       |
| 2021 | Akulturasi Budaya Tionghoa dan Cirebon di Kesultanan Cirebon | Mukhoyyaroh          | Universitas Islam Negeri Syarif Hidayatullah Jakarta | Tiến sĩ       |
| 2021 | Corporate Social Responsibility in Small and Medium Enterprises in Vietnam: Doing good to do well                                                                   | Nguyen, Minh         | Massey University                                    | Tiến sĩ       |
| 2021 | Empowerment of Javanese muslims and Lampung muslim ethnics community in building social harmony                                                                     | Tauhidi              | Universitas Islam Negeri Raden Intan Lampung         | Tiến sĩ       |
| 2021 | Developing Natural Language Processing Instruments to Study Sociotechnical Systems                                                                                  | Alshaabi, Thayer     | University of Vermont                                | Tiến sĩ       |
| 2021 | Violence and adversity among pregnant women and new mothers in central Vietnam                                                                                      | Do, Phuc Huyen       | Queensland University of Technology                  | Tiến sĩ       |
| 2021 | Meanings of Mindfulness and Spiritual Awakening: Affliction and Holistic Healing in Contemporary Cairo                                                              | El Fakahany, Sohayla | The American University in Cairo                     | Thạc sĩ       |
| 2022 | The relationship between cultural and migration-related factors, depressive symptoms and emotional distress among Vietnamese outpatients with depression in Germany | Nguyen, Main Huong   | Universitätsmedizin Berlin                           | Tiến sĩ       |
| 2022 | Analysis of Changes in Comparative Advantages of the Manufacturing in Vietnam and Comparison with China                                                             | Wang, YIjia          | Charles University                                   | Thạc sĩ       |
| 2022 | An evaluation of the quality management system of transnational undergraduate programmes in a Vietnamese university                                                 | Dao, Thi Hong Hanh   | The University of Waikato                            | Tiến sĩ       |
| 2022 | Faculty evaluation in higher education: a theory-of-action case study in Vietnam                                                                                    | Nguyen, Lan Anh Thi  | The University of Auckland                           | Tiến sĩ       |
| 2022 | Pension Reforms in Viet Nam: Voices of Local Citizenry | Nguyen, Bich         | Victoria University of Wellington                    | Tiến sĩ       |
| 2023 | Investigating urban residents' involvement in biodiversity conservation in protected areas: Empirical evidence from Vietnam                                         | Nguyen, Minh-Hoang   | Ritsumeikan Asia Pacific University                  | Tiến sĩ       |

### Phát triển mở rộng
Đầu năm 2023, nhà nghiên cứu Ruining Jin (Tấn Nhụy Ninh - 靳蕊宁) thuộc Đại học Chính Pháp Trung Quốc đã giới thiệu tiếp cận tư duy "cộng tính văn hóa" trong tìm hiểu sự cùng tồn tại của thuyết ưu sinh và Nho giáo. Ở đây, chữ tiếng Hoa của "cộng tính văn hóa" cũng được chỉnh sửa thành "文化叠加性".